# Giuseppe Tucci
Vincenzo Giuseppe Tucci (Macerata, 5 de Junho de 1894 - San Polo dei Cavalieri, 5 de abril de 1984) foi um orientalista, sinologista, explorador e historiador italiano. Autor de cerca de 360 publicações, incluindo artigos científicos, livros e obras populares, liderando várias expedições arqueológicas no Tibete, Índia, Afeganistão e Irã. Durante sua vida, ele foi amplamente considerado como o maior Tibetólogo do mundo. Fundou juntamente com Giovanni Gentile, o Instituto Italiano para o Médio e Extremo Oriente de Roma. Tucci também fez parte da Maçonaria.

## Biografia
A biografia só existente de Giuseppe Tucci é Enrica Garzilli, L'esploratore del Duce. Le avventure di Giuseppe Tucci e la politica italiana in Oriente da Mussolini a Andreotti. Con il carteggio di Giulio Andreotti (O explorador do Duce. As Aventuras de Giuseppe Tucci e política italiana no Oriente por Mussolini para Andreotti. Com a correspondência de Giulio Andreotti), Roma/Milano: Memori, Asiatica, 2012 (3a ed. 2014), 2 vols.; vol. 1, pp. lii+685, ISBN 978-8890022654; vol. 2, pp. xiv + 724 ISBN 978-8890022661.

## Trabalha em Giuseppe Tucci
- Enrica Garzilli, L'esploratore del Duce. Le avventure di Giuseppe Tucci e la politica italiana in Oriente da Mussolini a Andreotti. Con il carteggio di Giulio Andreotti, Roma/Milano: Memori, Asiatica, 2012 (3a ed. 2014), 2 vols.; vol. 1, pp. lii+685, ISBN 978-8890022654 ; vol. 2, pp. xiv + 724 ISBN 978-8890022661.
- Enrica Garzilli, "Un grande maceratese che andò lontano: Giuseppe Tucci, le Marche e l'Oriente /A Great Man from Macerata Who Went Far: Giuseppe Tucci, The Marches Region and the East ", [Inglês e Italiano] em Identità Sibillina. Arte cultura e ambiente tra Marche e Umbria, anno 2006 - n. 2. (Artigo Inglês e artigo Italiano).

- Enrica Garzilli, "A Sanskrit Letter Written by Sylvain Lévi in 1923 to Hemarāja Śarmā Along With Some Hitherto Unknown Biographical Notes (Cultural Nationalism and Internationalism in the First Half of the 21st Cent.: Famous Indologists Write to the Raj Guru of Nepal – no. 1)” em Commemorative Volume for 30 Years of the Nepal-German Manuscript Preservation Project, Journal of the Nepal Research Centre, vol. 12 (Kathmandu, 2001), ed. by A. Wezler in collaboration with H. Haffner, A. Michaels, B. Kölver, M. R. Pant and D. Jackson, pp. 115-149 (no master nepalês de Giuseppe Tucci).
- Enrica Garzilli, «Giuseppe Tucci: l’Indiana Jones italiano», in  L’Illustrazione italiana, ano 3, número 1, pp. 84–86.
- Oscar Nalesini, "A short history of the Tibetan explorations of Giuseppe Tucci", em Visibilia invisibilium. Non-invasive analyses on Tibetan paintings from the Tucci expeditions, ed. by M. Laurenzi Tabasso. M.A. Polichetti, C. Seccaroni. Orientalis Publications, 2011, pp. 17–28;